# جورج بريتون (سياسي)
جورج بريتون (بالإنجليزية: George Bryant Britton)‏ هو سياسي بريطاني (وحمل سابقاً جنسية المملكة المتحدة لبريطانيا العظمى وأيرلندا)، ولد في 1863، وتوفي في 11 يوليو 1929. حزبياً، نشط في الحزب الليبرالي. في الانتخابات العمومية البريطانية 1918 ‏، انتخب عضو برلمان المملكة المتحدة الـ31 عن دائرة Bristol East ‏ (14 ديسمبر 1918 – 26 أكتوبر 1922).